# Дон, Дэвид

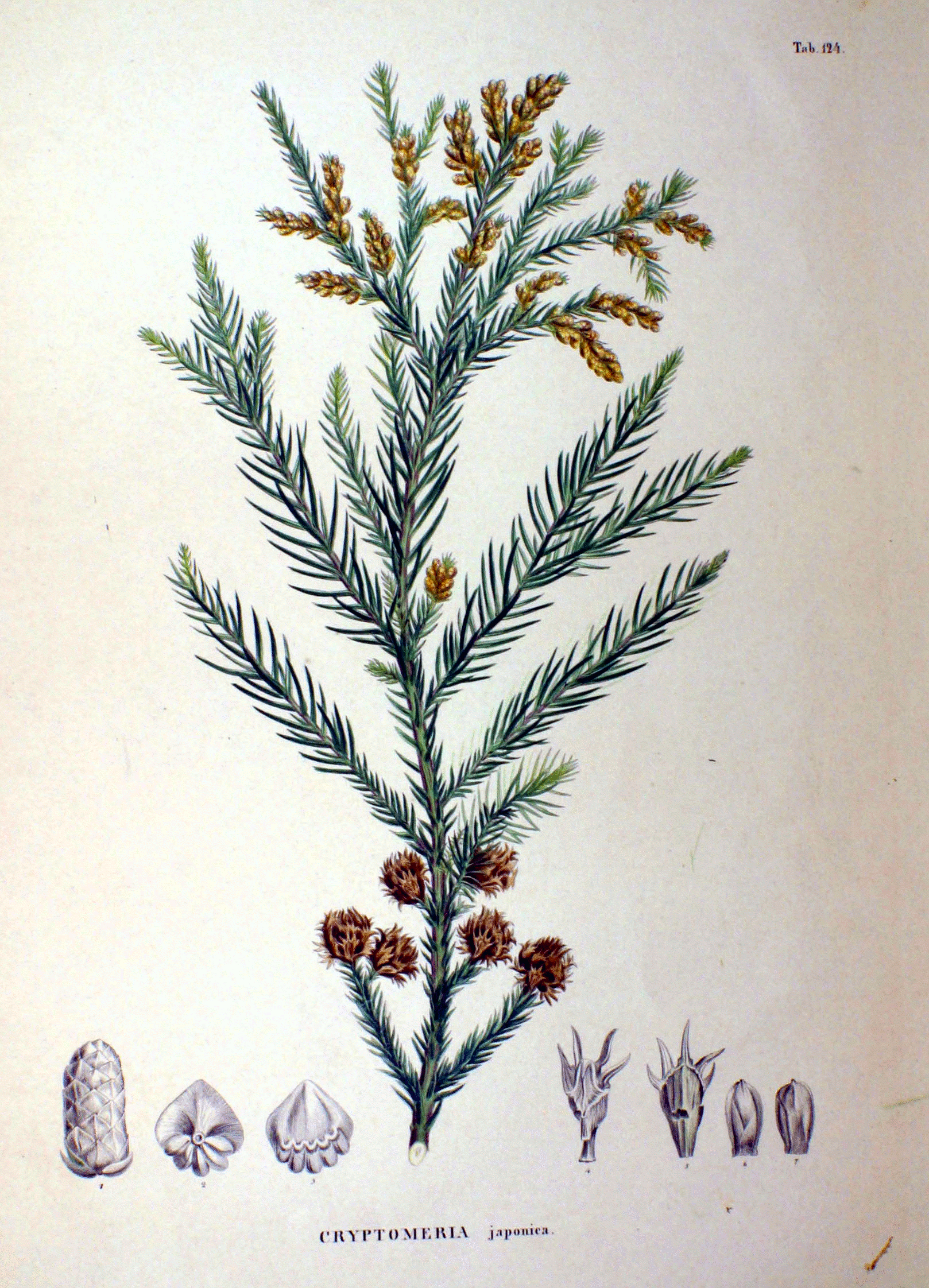
Криптомерия японская — вид, выделенный Дэвидом Доном из рода Кипарис.
Ботаническая иллюстрация из книги Филиппа Зибольда и Йозефа Цуккарини «Флора Японии»

Дэ́вид Дон (англ. David Don, 21 декабря 1799, Ангус — 8 декабря 1841[…], Лондон) — английский ботаник первой половины XIX века.

## Биография
С 1822 по 1841 год Дэвид Дон был библиотекарем и секретарём Лондонского Линнеевского общества (членом которого состоял), а с 1836 по 1841 год — профессором кафедры ботаники в   Королевском колледже (англ. King’s College) Лондонского университета.
Дон завершил и подготовил к печати работы своего отца по описанию новых и редких растений, найденных в Шотландии.
Он написал несколько работ по хвойным деревьям, а также описал новые виды растений из различных семейств, в том числе:
- Таксодиум вечнозелёный (Taxodium sempervirens D.Don) — ныне Секвойя вечнозелёная (Sequoia sempervirens  (D.Don) Endl.),
- Сосна красивая (Pinus bracteata D.Don) — ныне Пихта красивая (Abies bracteata  (D.Don) Poit.),
- Сосна великая (Pinus grandis Douglas ex D.Don) — ныне Пихта великая (Abies grandis (Douglas ex D.Don) Lindl.),
- Сосна Культера (Pinus coulteri D.Don).

Он был первым, кто начал изучение Кипариса японского (Cupressus japonica Thunb.) и позже выделил растение в отдельный род: ныне этот вид называется Криптомерия японская (Cryptomeria japonica (Thunb.) D.Don).

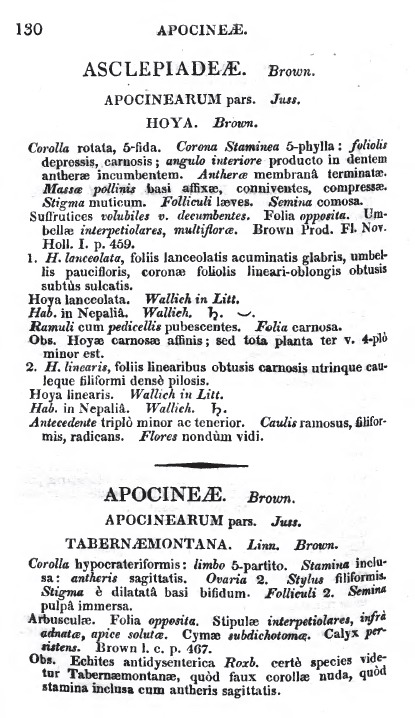
Страница книги Prodromus florae nepalensis с первым описанием видов Hoya linearis и Hoya lanceolata.

Дэвид Дон заведовал библиотекой и обширным гербарием ботаника Эйлмера Ламберта и составил для него «Prodromus florae nepalensis», изданный в Лондоне в 1825 году. Эта работа основана на коллекциях, собранных ботаниками Фрэнсисом Хэмилтоном (англ. Francis Buchanan-Hamilton) и Натаниэлом Валлихом в Ботаническом саду в Калькутте (Индия) в 1818—1819 годах. В этом сборнике Дон среди других растений опубликовал описание таких новых видов рода Хойя, как Хойя линейная (Hoya linearis) и Хойя ланцетная (Hoya lanceolata). Оба вида были найдены Валлихом, который с 1817 по 1846 годы руководил Ботаническим садом в Калькутте и много путешествовал по Индии. Дон сохранил для растений названия, данные Валлихом, но описал виды более «правильно», из-за чего в конце названий между фамилиями авторов ставится «ex».
Дону принадлежит и наименование рода Плейоне (Pleione) семейства Орхидные (1825).
В конце жизни Дон редактировал ботанический журнал «The Annals and Magazine of natural history».

## Семья
Дэвид Дон — младший брат ботаника и коллекционера растений Джорджа Дона (англ. George Don, 1798—1856). Их отец, которого звали также Джордж Дон (1764—1814), был садоводом, а в 1802 году — суперинтендантом (директором) Эдинбургского королевского ботанического сада.

## Печатные труды
- Aylmer Bourke Lambert. A Description of the genus Pinus. London, J. Gale, 1824—1837 (в трёх томах)[5]  (англ.)
- Prodromus florae Nepalensis :sive Enumeratio vegetabilium quae in itinere per Nepaliam proprie dictam et regiones conterminas, ann. 1802—1803. Detexit atque legit d. d. Franciscus Hamilton, (olim Buchanan) Accedunt plantae a. d. Wallich nuperius missae /Secundem methodi naturalis normam disposuit atque descripsit David Don. Londini: J. Gale, 1825  (лат.)